# Султанка (река)
Султанка — река на острове Сахалин, правый приток реки Найба.
Впадает в реку Найба за 92 км от её устья, протекает по территории Долинского городского округа Сахалинской области.
Общая протяжённость реки составляет 12 км. Площадь водосборного бассейна составляет 25,2 км². Общее направление течения с запада на восток.

## Данные водного реестра
По данным государственного водного реестра России относится к Амурскому бассейновому округу.
Код объекта в государственном водном реестре — 20050000212118300005543.